# Wolfgang Saurin
Wolfgang Saurin (* 25. Juli 1955 in Schönberg) ist ein deutscher Politiker (CDU).
Saurin verpasste bei der Bundestagswahl 1983 den Einzug in den Deutschen Bundestag knapp. Nach dem Tod des Abgeordneten Harm Dallmeyer zu Beginn der Wahlperiode rückte Saurin am 19. April 1983 in den Bundestag nach und vertrat die CDU in Schleswig-Holstein bis zum Ende der Wahlperiode 1987.